# Carlos Luis de Nassau-Saarbrücken
El Conde Carlos Luis de Nassau-Saarbrücken (6 de enero de 1665, Saarbrücken - 6 de diciembre de 1723, Idstein) era el hijo del Conde Gustavo Adolfo de Nassau-Saarbrücken y la Condesa Clara Leonor de Hohenlohe-Neuenstein.
Fue educado por Wolfgang Julio de Hohenlohe-Neuenstein, el hermano de su madre, y continuó sus estudios en Tubinga y París. En la Gran Guerra Turca, sirvió como oficial del ejército del emperador Leopoldo I.
Cuando su hermano Luis Crato murió en 1713 asumió el gobierno en Nassau-Saarbrücken. El mismo año contrajo matrimonio con Cristiana Carlota de Nassau-Ottweiler, la hija de su primo Federico Luis de Nassau-Ottweiler.
Durante su reinado, promovió la industrialización de su país. En Warndt expandió las factorías de vidrio, que habían sido fundadas bajo el gobierno de Luis II por hugonotes refugiados asentados. En Sulzbach, construyó una nueva factoría de sal en 1719 y una torre de gradiente. Fundó la ciudad de Karlings (ahora: Carling), que fue nombrada en su honor.
Cuando su primo segundo, el Conde Jorge Augusto Samuel de Nassau-Idstein, murió en 1721, asumió el gobierno en Nassau-Idstein-Wiesbaden, conjuntamente con su padre y su primo Federico Luis de Nassau-Ottweiler. Se trasladó brevemente a Wiesbaden en 1722, pero retornó a Saarbrücken un año más tarde, después se trasladó a Idstein en 1723. Murió ahí el 21 de diciembre de 1723 y fue enterrado en la capilla de Idstein. Una placa en la iglesia del castillo en Saarbrücken se refiere a él.
Debido a que ambos sus dos hijos murieron en la infancia, el gobierno de Nassau-Saarbrücken fue heredado por su suegro Federico Luis de Nassau-Ottweiler.

## Matrimonio e hijos
Carlos Luis contrajo matrimonio con Cristiana Carlota de Nassau-Ottweiler, la hija de su primo Federico Luis de Nassau-Ottweiler. Tuvieron dos hijos:
- Carlos Federico (1718-1719)
- Carlos Luis (1720-1721)